# Почта Mail
Почта Mail, ранее Почта Mail.ru (в первые годы работы сервиса использовалось стилизованное написание Почта@Mail.Ru) — служба электронной почты, основная служба портала Mail, принадлежащего компании VK. Предоставляет регистрацию почтовых ящиков на доменах mail.ru, internet.ru, list.ru, bk.ru и inbox.ru, mail.ua. 7 августа 2023 года была открыта регистрация на новый домен xmail.ru, созданный для переноса писем из аккаунтов зарубежных почтовых сервисов.
В 2013 году «Почта» занимала шестое место среди самых популярных в мире почтовых служб. На март 2015 года «Почта» была самой популярной почтовой службой в России с 17,1 миллионами посетителей веб-версии и 1 миллионом 997 тысячами пользователей приложений операционных систем iOS и Android в сутки. На 2023 год является самой популярной почтовой службой в .ru-зоне, занимая 39 % рынка.
По результатам исследований разных лет служба была самой популярной почтой в Белоруссии, Казахстане, Молдавии, второй по популярности русскоязычный в Израиле.

## История

### Создание почтового сервиса
Прообраз «Почты» был разработан одним из сооснователей и бывшим совладельцем Mail.ru Алексеем Кривенковым для внутренних задач нью-йоркского офиса софтверной компании DataArt Enterprises Incorporated в 1997 году. К идее сервиса на основе собственных разработок Кривенкова и Дмитрия Андрианова из петербургского офиса компании подтолкнуло поглощение Hotmail корпорацией Microsoft по оценке в 400—500 миллионов долларов. Основной владелец DataArt Евгений Голанд поддержал начинание, команда выкупила домен mail.ru и запустила сервис в тестовом режиме.
За быстрым ростом популярности почтового сервиса последовало образование отдельной компании Port.ru, предназначенной для развития интернет-портала на его основе. Первыми дополнениями сайта стали появившиеся в начале 1998 года на главной странице новостные ленты информационного портала «Инфоарт», Lenta.ru и Gazeta.ru).

### Слияние Port.ru и Netbridge Services
В августе 1999 года компании удалось привлечь от американских фондов и частных инвесторов рекордные для российских интернет-сервисов 940 тысяч долларов за 20 % капитала. В том же году Port.ru открыл офис в Москве. В марте 2000 года Mail.ru отметил миллионную регистрацию — каждый третий-четвёртый пользователь Рунета имел почту на Mail.ru
Вскоре Юрий Мильнер предложил Port.ru (занимавшейся Mail.ru, Rabota.ru, Talk.ru и Autoport) слияние с NetBridge Services, развивавшей его интернет-активы (в том числе, аукцион Molotok.ru, каталог List.ru, конструктор сайтов Boom.ru). Пятнадцатого октября 2001 года сделка была заключена. Новая компания получила название Mail.ru и объединила все сервисы в рамках одного портала.

### Развитие
В 2002—2004 годах по данным исследований Rambler Почта@Mail.ru имела наибольший в Рунете прирост суточной аудитории — на 78 % ежегодно. В 2004 году появилась мобильная версия почты сервиса. Представленное на отраслевой конференции 2007 года исследование показало, что число пользователей «Почты» превысило аудиторию крупных радиостанций (например, «Русского радио» и «Авторадио») и идёт вровень с популярными телеканалами (ТНТ, MTV и МузТВ). Только за первое полугодие пользовательская база «Почты» выросла с 25,6 до 30,7 миллионов человек.
На волне развития мобильного доступа в интернет Mail.ru развивал сотрудничество с сотовыми операторами. В апреле 2008 года WAP-доступ к «Почте» появился на мобильном сайте wap.mts.ru. В том же году Мегафон предложил своим абонентам неограниченный доступ к почтовому сервису Mail.ru как отдельную услугу. Кроме того, Почта@Mail.ru была предустановлена на смартфонах Nokia N97, предназначенных для российского рынка.
В марте 2009 года для передачи файлов объёмом от 30 мегабайт до 20 гигабайт Почта@Mail.ru была интегрирована с хранилищем Файлы@Mail.Ru. После покупки Mail.ru мессенджера ICQ в виджет ICQ On-Site были встроены оповещения о новых письмах, а в ICQ Java — почтовый клиент с поддержкой параллельной работы с несколькими учётными записями Почты@Mail.ru. В свою очередь, Mail.Ru Агент был встроен в интерфейс электронной почты. B июне 2010 года Mail.ru открыл API почтового сервиса для разработчиков, сделав возможной разработку плагинов для сервиса.
В 2012 году Mail.ru Group приобрела украинскую почтовую службу Mail.ua. К весне 2013 года сервис был интегрирован в Почту@Mail.ru, а у украинских пользователей появилась возможность создания почтовых ящиков на этом домене
В июле 2013 года Mail.ru запустил «VK WorkSpace», основой которой стала корпоративная почта на домене пользователя. В рамках партнёрства с регистратором Reg.ru пользователям была предложена бесплатная регистрация доменного имени и настройка почты.

### Конфликт с ФСФР
30 августа 2013 года Федеральная служба по финансовым рынкам в рамках расследования потенциального использования инсайдерской информации при торгах с акциями Завода имени Лихачёва обратилась в Mail.ru с требованием предоставить данные двух пользователей почтового сервиса. Службу интересовали сведения, указанные пользователями при регистрации, сведения о переадресации писем и данные о тех, с кем переписывались владельцы почтовых ящиков. Компания ответила отказом, апеллируя к защищённой Конституцией тайне переписки, за что Центробанк постановил взыскать с Mail.ru штраф в 500 тысяч рублей.
Компания направила встречный иск, но суд первой инстанции отказал ей в рассмотрении иска. Арбитражный суд города Москвы, рассматривавший поданную Mail.ru апелляцию, удовлетворил иск компании. Примечательно, что другим компаниям, столкнувшимися с требованиями ФСФР и Центробанка — МТС, «Мегафону» и «Рамблеру» — не удалось доказать неправомерность требований государственного органа в 2014 году.

### Публикация логинов и паролей в 2014 году
В сентябре 2014 года с 7 по 10 сентября в Сети были опубликованы данные доступа к учётным записям «Яндекс. Почты» (1,2 миллиона аккаунтов), Почты@Mail.ru (4,7 миллионов аккаунтов) и Gmail (4,9 миллионов аккаунтов). Российские компании сообщили, что безопасность сервисов не была скомпрометирована, а данные были собраны злоумышленниками посредством фишинга и использования вредоносных программ за несколько лет. В частности, представители Mail.ru отметили, что значительная часть сочетаний из списков устарела на момент публикации, а у 95 % оставшихся учётных записей уже отмечалась подозрительная активность и была ограничена отправка писем.

### Награды
В 2004 году Mail.ru получила Премию Рунета в номинации «Почта Рунета». В 2010 компания была награждена за новый стандарт разметки почтовых сообщений Open Mail Format, ставший основой «социального» интерфейса почтового сервиса.
В январе 2005 года Почта@Mail.ru получила звание «Лучшего продукта 2004 года» в номинации бесплатных почтовых сервисов.

## VK Почта
«VK Почта» — почтовый сервис, запущенный VK на базе Почты Mail. 
Приложение доступно на iOS и Android, а также в веб-версии. Зарегистрироваться на «VK Почте» можно через мобильное приложение «ВКонтакте». Для входа можно использовать единую учётную запись VK ID.

### Функциональность
В почте можно отправлять файлы до 2 Гбайт. Конфиденциальность обеспечена подтверждением входа и поддержкой Touch ID и Face ID. В отображении писем применяется «умная сортировка», собирающая в единую папку письма от магазинов, соцсетей и другие. Есть возможность отписаться от ненужных рассылок.

## Функциональность

### Работа с электронной почтой
Почтовая служба представлена веб-версией и приложениями для операционных систем Windows Phone, Android, iOS (с поддержкой смарт-часов Apple Watch), Symbian и Bada. Кроме того, Почта Mail работает на автомобилях с поддержкой Android Auto.
Веб-клиент и мобильные приложения Почты Mail для Windows Phone, iOS и Android поддерживают одновременную работу с несколькими ящиками электронной почты, подключение почтовых ящиков других сервисов и настройку IMAP, POP3, SMTP. Сервис объединяет сообщения в цепочки и может проводить автоматическую сортировку писем по предустановленным или настроенным пользователем папкам.

### Работа с файлами
С середины ноября 2015 года для работы с документами в окне браузера в почте, как и в Облаке, используется технологическая платформа Microsoft Office Online, заместившая менее функциональные решения Office Web Apps и Office Web Viewer той же компании.
Редактор позволяет просматривать и редактировать текстовые файлы, таблицы и презентации через браузер. Почтовый сервис умеет распаковывать архивы форматов zip, rar и 7z без скачивания.
Почтовые клиенты для iOS и Android позволяют пользователям быстро пересылать на свой e-mail фото, ссылки, документы и другой нужный контент без запуска самих приложений.

### Безопасность
Главная страница портала и Почта Mail работают через HTTPS, защищённое расширение протокола HTTP. Доступ к почте через сторонний клиент по протоколам POP3 и SMTP осуществляется только по защищённому SSL-соединению. Для защиты от проблем безопасности на сайтах рекламных партнёров и систем статистики, куки пользователей имеют атрибуты HttpOnly и Secure. Работа с разными службами портала Mail производится в рамках отдельных сессий с разными авторизационными куки.
Для повышения безопасности Почта Mail использует двухфакторную аутентификацию: при первом входе в учётную запись с нового устройства пользователю потребуется ввести одноразовый пароль, полученный в SMS-сообщении. В мобильном приложении для смартфонов Apple iPhone присутствует ограничение доступа к почте по отпечатку пальца (через сенсор Touch ID) или PIN-коду. Авторизация по отпечатку пальца также доступна на платформе Android 6.0 Marshmallow. В декабре 2015 было выпущено дополнительное Android-приложение «Код Доступа Mail.Ru», генерирующее на основе TOTP-алгоритма (Time-based One-Time Password) коды для двухфакторной аутентификации — альтернативу SMS-сообщениям.
В феврале 2015 года Почта@Mail.ru отключила восстановление доступа к учётным записям через ответ на «секретный вопрос» для новых пользователей и участников, указавших телефонный номер или дополнительный адрес электронной почты. Компания мотивировала это использованием более безопасных способов восстановления доступа.
Компания сотрудничает со специалистами в области информационной безопасности и выплачивает вознаграждения за обнаруженные в её сервисах уязвимости.

### Защита от нежелательной корреспонденции
В августе 2003 года Mail.ru начал использование системы фильтрации спама Kaspersky Anti-Spam. Тогда компания отчиталась об отсеивании до 95 % нежелательных сообщений при числе ложных срабатываний менее 0,05 %. Компания развивает технологию отсеивания спама, прибегая к A/B-тестированию для проверки эффективности фильтров.
Почта Mail стала первым в России почтовым сервисом, соответствующим стандартам DMARC — технической спецификации, предназначенной для снижения объёма спама, фишинга и спуфинга. Использование цифровой подписи электронных писем (DKIM) позволяет почтовым серверам определять подлинность указанного в письме адреса отправителя, отсеивая нежелательные сообщения.
Для проверки содержащихся в письмах веб-ссылок Почта Mail оценивает репутацию сайтов через основанную на оценках пользователей систему Web of Trust, насчитывающую более 41 миллионов записей.
21 декабря 2015 года в почте заработал сервис для создания временных адресов «Анонимайзер», позволяющий защититься от нежелательных писем при регистрации на сторонних сайтах.

### Групповые видеозвонки
19 мая 2020 года Mail.ru Group объявила, что теперь через почту можно устраивать групповые видеозвонки с количеством до 100 человек. Создать встречу можно как через веб-версию, так и через мобильное приложение, достаточно зайти в почту и перейти к звонку. Также можно создать ссылку на звонок в календаре. Создать видеозвонок может любой пользователь с аккаунтом Mail, для этого не надо скачивать приложение. Для подключения к групповому звонку достаточно нажать на ссылку из приглашения. В тестовом режиме сервис начал работу в апреле 2020 года.